# Bernardino Fernández de Velasco y Mendoza

Wappen Bernardino Fernández de Velasco y Mendozas

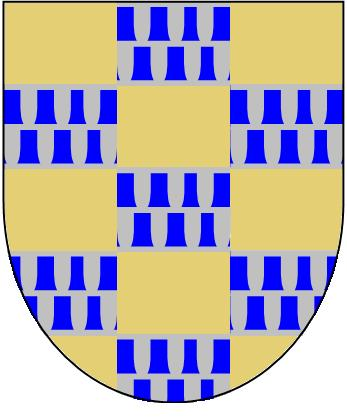
Wappen der Familie Velasco

Bernardino Fernández de Velasco y Mendoza (* 1454; † 9. Februar 1512 in Burgos) war ein spanischer Adliger, Militärführer und Politiker, der auch unter seinem Beinamen El Gran Condestable bekannt ist. Väterlicherseits erbte er die Titel Graf von Haro und Condestable de Castilla; er selbst wurde – nach der erfolgreichen Eroberung Granadas (1492) – von den Katholischen Königen Isabella und Ferdinand mit dem neu geschaffenen erblichen Titel Herzog von Frías bedacht, den die Familie Velasco bis zum Jahr 1986 innehatte.

## Leben
Als Sohn von Pedro Fernández de Velasco y Manrique de Lara (1425–1492) und dessen Frau Mencía de Mendoza wurde er in eine der bedeutendsten Familien Spaniens hineingeboren. Über seine Jugendzeit und seine militärische und politische Ausbildung ist nichts bekannt; er nahm an den Feldzügen der Katholischen Könige zur Eroberung Granadas teil. Nach dem Tod König Philipps im September des Jahres 1506 übte er bis zur Rückkehr König Ferdinands aus Italien im Juli des Jahres 1507 – zusammen mit dem später zum Kardinal ernannten Francisco Jiménez de Cisneros und Pedro Manrique de Lara y Sandoval – in einer Art Triumvirat die Regentschaft für Königin Johanna aus.

## Ehen und Nachfolge
Bernardino Fernández de Velasco y Mendoza war zweimal verheiratet, aber auch zweimal verwitwet. Seine erste Ehefrau war Blanca de Herrera y Niño de Portugal, Erbin der Burg Pedraza, mit der er zwei Kinder hatte – einen noch im Kindesalter verstorbenen Sohn und eine Tochter. Die zweite Gemahlin Juana de Aragón y Ruiz de Ivorra mit der er eine Tochter hatte, war eine uneheliche Tochter König Ferdinands. Sein Nachfolger als Oberhaupt der Familie Velasco und Erbe sämtlicher Titel wurde, da er selbst ohne männlichen Nachfolger blieb, sein Bruder Íñigo Fernández de Velasco y Mendoza, der ihn um 16 Jahre überlebte.